# Station Kettwig
Station Kettwig (Duits: Bahnhof Kettwig) is een S-Bahnstation in het stadsdeel Kettwig van de Duitse stad Essen. Het station ligt aan de spoorlijn Düsseldorf - Hagen.

## Treinverbindingen
| Serie | Treinsoort            | Route | Bijzonderheden                            |
| ----- | --------------------- | --- | ----------------------------------------- |
| S 6   | S-Bahn (DB Regio NRW) | Köln-Worringen – Köln-Nippes – Köln Hbf – Langenfeld (Rhld) – Düsseldorf-Benrath – Düsseldorf Hbf – Ratingen Ost – Kettwig – Essen Hbf | Dienstregeling S6 geldig vanaf 10-12-2023 |

Essen Hbf ·
Essen Süd ·
Essen Stadtwald ·
Essen-Hügel ·
Essen-Werden ·
Kettwig ·
Kettwig Stausee ·
Hösel ·
Ratingen Ost ·
Düsseldorf-Rath ·
Düsseldorf-Rath Mitte ·
Düsseldorf-Derendorf ·
Düsseldorf Zoo ·
Düsseldorf Wehrhahn ·
Düsseldorf Hbf ·
Düsseldorf Volksgarten ·
Düsseldorf-Oberbilk ·
Düsseldorf-Eller Süd ·
Düsseldorf-Reisholz ·
Düsseldorf-Benrath ·
Düsseldorf-Garath ·
Düsseldorf-Hellerhof ·
Langenfeld-Berghausen ·
Langenfeld (Rheinland) ·
Leverkusen-Rheindorf ·
Leverkusen-Küppersteg ·
Leverkusen Mitte ·
Bayerwerk ·
Köln-Stammheim ·
Köln-Mülheim ·
Köln-Buchforst ·
Köln Messe/Deutz ·
Köln Hbf ·
Köln Hansaring ·
Köln-Nippes